# حسين محمد الشبيبي
حسين بن محمد بن علي الشبيبي (1917 أو 1919 - 15 فبراير 1948) سياسي شيوعي وكاتب وشاعر عراقي. ولد في قرية كوت آل حواس بالناصرية حيث كان والده مقيمًا بها أثناء الحرب العالمية الأولى،‌ ونشأ ودرس في النجف وتخرج من جامعة بغداد. عمل معلمًا بعد تخرجه ثم كتب مقالات في «المجلة» البغدادية‌ وبرز ميوله الشيوعية والوطنية. كان عضوًا بارزًا في الحزب الشيوعي العراقي منذ تأسيسه سنة 1934 ورئيس الهيئة المؤسسة لحزب التحرر الوطني حيث في عام 1946 قدم طلبًا إلى وزارة الداخلية مع مجموعة من رفاقه بتأسيس حزب التحرر، لكنه قبض عليه بتهمة التحريض على الملكية الهاشمية العراقية. وحكم بالسجن لمدة ست سنوات، ثم أعيدت محاكمته بتهمة أخرى فحكم عليه بالإعدام شنقًا ونفذ الحكم علنًا في باب المعظم ببغداد. له عدة مؤلفات وديوان أشعار.

## سيرته
هو حسين بن محمد بن علي بن محمد ابن شبيب. ولد سنة 1338 هـ / 1919م أو 1336 هـ / 1917م في كوت آل حواس بين الناصرية وسوق الشيوخ بإمارة المنتفق حيث كان والده مقيمًا بها أثناء الحرب العالمية الأولى. نشأ في النجف ودرس في مدارسها الرسمية، ثم تخرج من كلية الحقوق في بغداد، وكان أثناء ذلك مديرًا لمكتبة دار المعلمين العالية، ثم استقال من وظيفته تلك وعاد إلى ممارسة التعليم الذي مارسه قبل هذه الوظيفة‌ في النجف، فعمل مدرسًا للغة الإنجليزية في النجف وبغداد والعمارة. 

دخل السياسة، وارتبط بالحركة الشيوعية عن طريق عمله في مجلة «المجلة» البغدادية. واشترك مع مجموعة من السياسيين في عام 1944 في تأسيس حزب التحرّر. ومارس نشاطه السياسي قبل إجازة الحزب، وقد سيق إلى المحاكم مرّات عديدة، ومرة حكم عليه فيها بالإعدام شنقًا عام 1368 هـ.

أعدم في 15 فبراير 1948 / 5 ربيع الآخر 1367 هـ وبقيت جثته معلقة عدة ساعات في ساحة باب المعظم في بغداد، قبل أن يسلم لذويه.

## أدبه
كان كاتبًا وشاعرًا، له عدة مؤلفات ومقالات وقصائد نشرها في الصحف، منها مجلة «المجلة» البغدادية. كتب الشعر الوطني منذ حداثته واتقن الإنجليزية وترجم منها. جاء في معجم البابطين عنه «شاعر ثوري، طابق بين الكلمة والفعل فذهبت حياته جزاء شعره، المتاح من شعره قصيدتان: أولاهما: «ذكرى أيار» (60 بيتا) تجمع بين الذكرى التاريخية ليوم العمال العالمي، ومناهضة الإنسان لعوامل القهر والظلم، وثانيتهما «كن كالجرئ» (13 بيتا) يدعو فيها إلى التمرد واطراح الخوف ومواجهة الطغيان، اتسم أسلوبه بالقوة والإحكام ودقة التعبير والتصوير، مع نزعة خطابية تسك الشعارات وترددها.»  ومن قصيدته «ذكرى أيار»:

## آثاره
من تأليفاته طبعت خلال حياته أو بعد وفاته:
- «الاستقلال والسيادة الوطنية»، 1949
- «الجبهة الوطنية الموحّدة وطريقنا وواجبنا التاريخي»، 1959
- «موقف حزب التحرر الوطني من حكومة العهد المباد والجهبة الوطنية»، 1960
- «كتابات الرفيق حسين محمد الشبيبي»، 1974
- ديوان شعره